# 桐木山花
桐木 山花（きりき やまか、1980年2月24日 - ）は日本の女性声優。2013年3月までマウスプロモーションに所属していた。愛知県出身。

## 出演作品

### テレビアニメ
- 大人女子のアニメタイム「川面を滑る風」、「人生ベストテン 角田光代」
- しましまとらのしまじろう
- しまじろう ヘソカ
- 忍者玉丸（玉丸）[4]

### ゲーム
- CHAOS;HEAD
- 侍道4
- モンスターハンター
- ライフ イズ ストレンジ（ジョイス・プライス）
- ライフ イズ ストレンジ ビフォア ザ ストーム（ジョイス・プライス）

### ドラマCD
- イケベン! 〜池澤くんと愉快な仲間たち〜
- クロム・ブレイカー（シスター）
- ポーの一族

### 吹き替え
- iCarly
- アメリカン・イーツ
- 華麗なるペテン師たち4
- ギルモア・ガールズ
- グッド・ワイフ
- 刑事ヴァランダー2 白夜の戦慄
- 現代の驚異
- コールドケース6
- デュプリシス
- ドリームハイ
- バビロンZ
- ヒーロー（キム・ボクスン(ヘソンの母)）
- ピラニア リターンズ（リポーター[5]）
- フルハウスTAKE2（パン・ガリョン）
- ボルジア家 愛と欲望の教皇一族
- マードック・ミステリー 〜刑事マードックの捜査ファイル〜
- メガムバーズ
- 恋愛兵法

### ナレーション
- いい旅、いい街、いい笑顔
- 岐阜県観光PRビデオ
- さわやかHOTステーション
- 水道局音声自動ガイダンス
- ビューティクラブ

### ラジオ
- キャンパスリポート
- ミュージックハート

### 舞台
- 劇団シアター・ウィークエンド「流・流」
- 劇団シアター・ウィークエンド「流・流」III